# Monte Black Prince
Il Monte Black Prince (in lingua inglese: Mount Black Prince) è una montagna antartica composta di rocce di colore scuro, alta 3.405 m e situata 6 km a ovest del Monte Ajax, che fa parte dei Monti dell'Ammiragliato, in Antartide.
La denominazione è stata assegnata dalla New Zealand Geological Survey Antarctic Expedition (NZGSAE), 1957-58, per il suo aspetto, ma anche in onore della nave HMNZS Black Prince. Molti monti e picchi in quest'area sono stati denominati in onore di navi della Nuova Zelanda, come il Monte Royalist e il Monte Ajax.